# Ônibus Zepelim

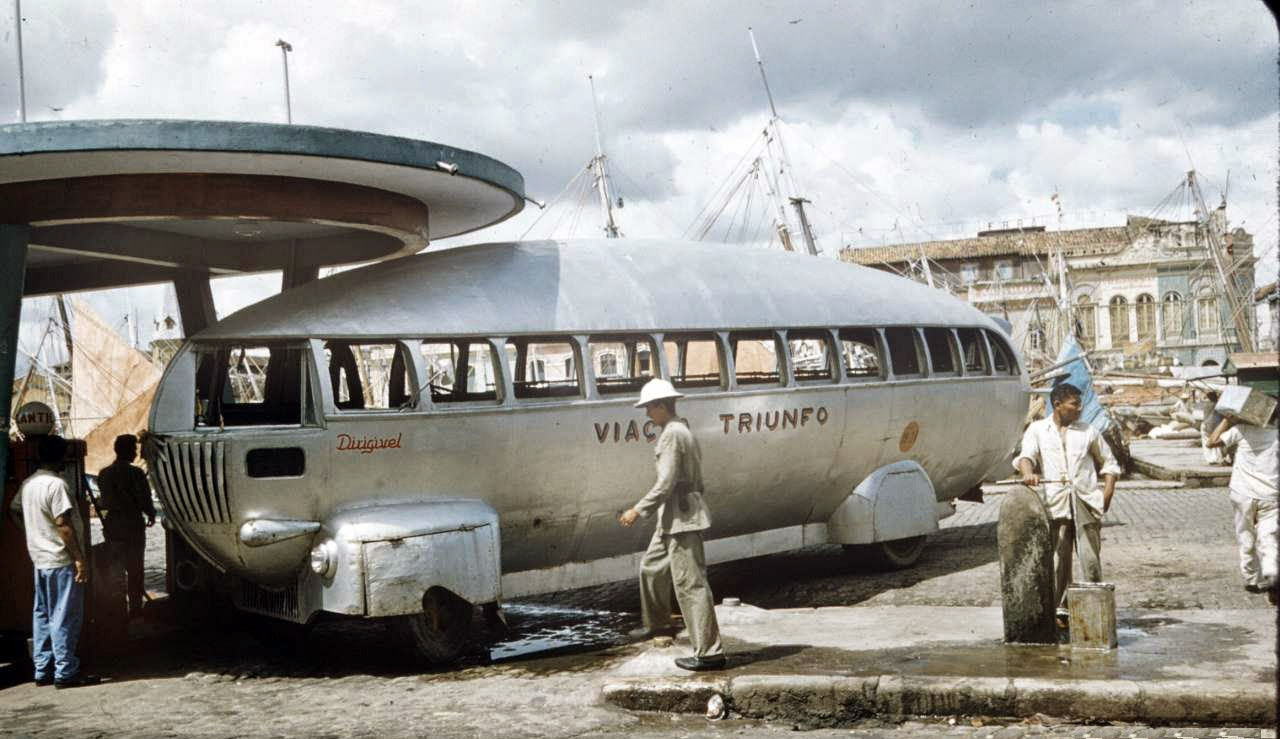
Ônibus Zepellin, foto da Revista Life, abril/1957

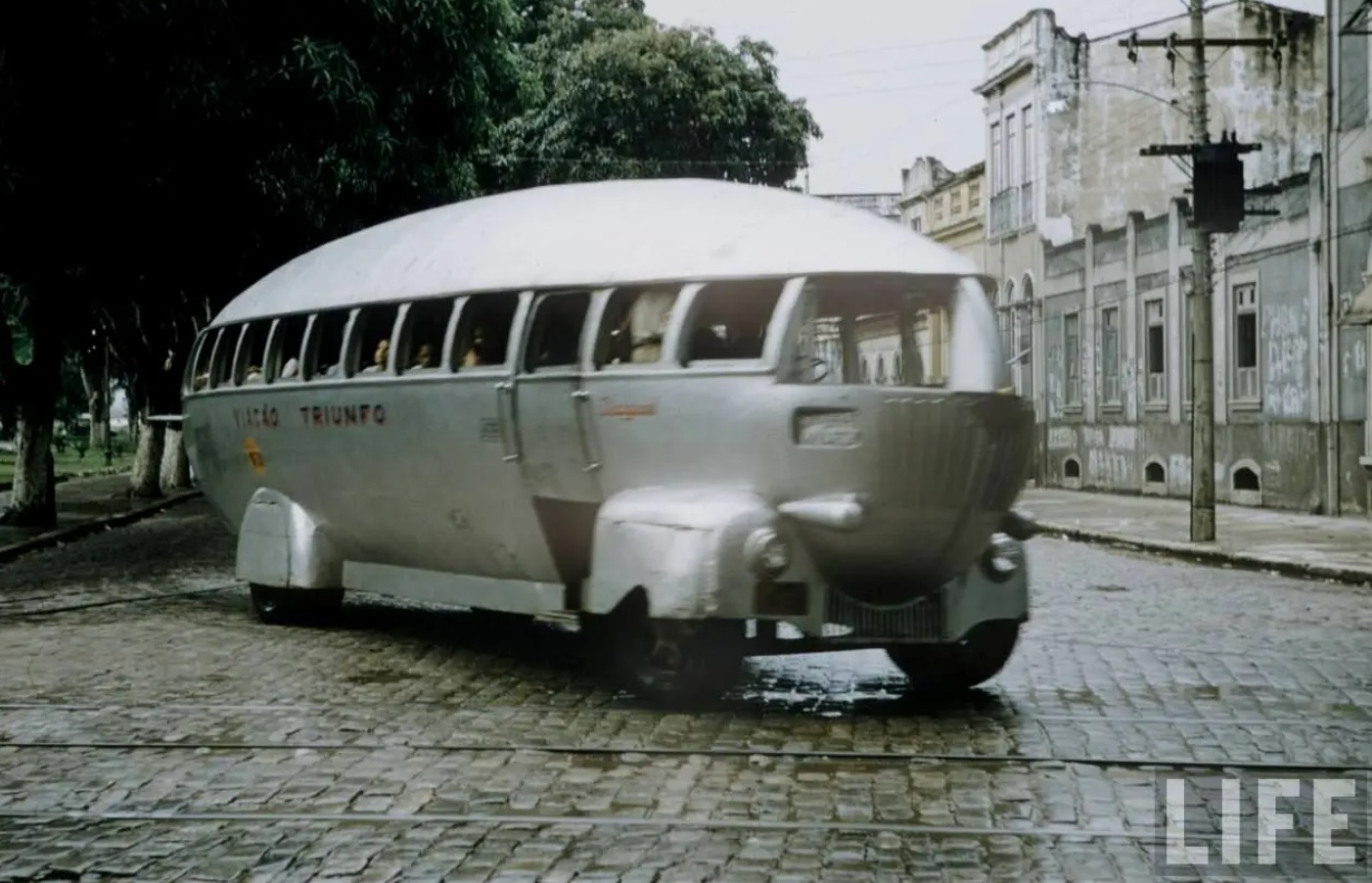
Ônibus Zepellin, foto da Revista Life, abril/1957

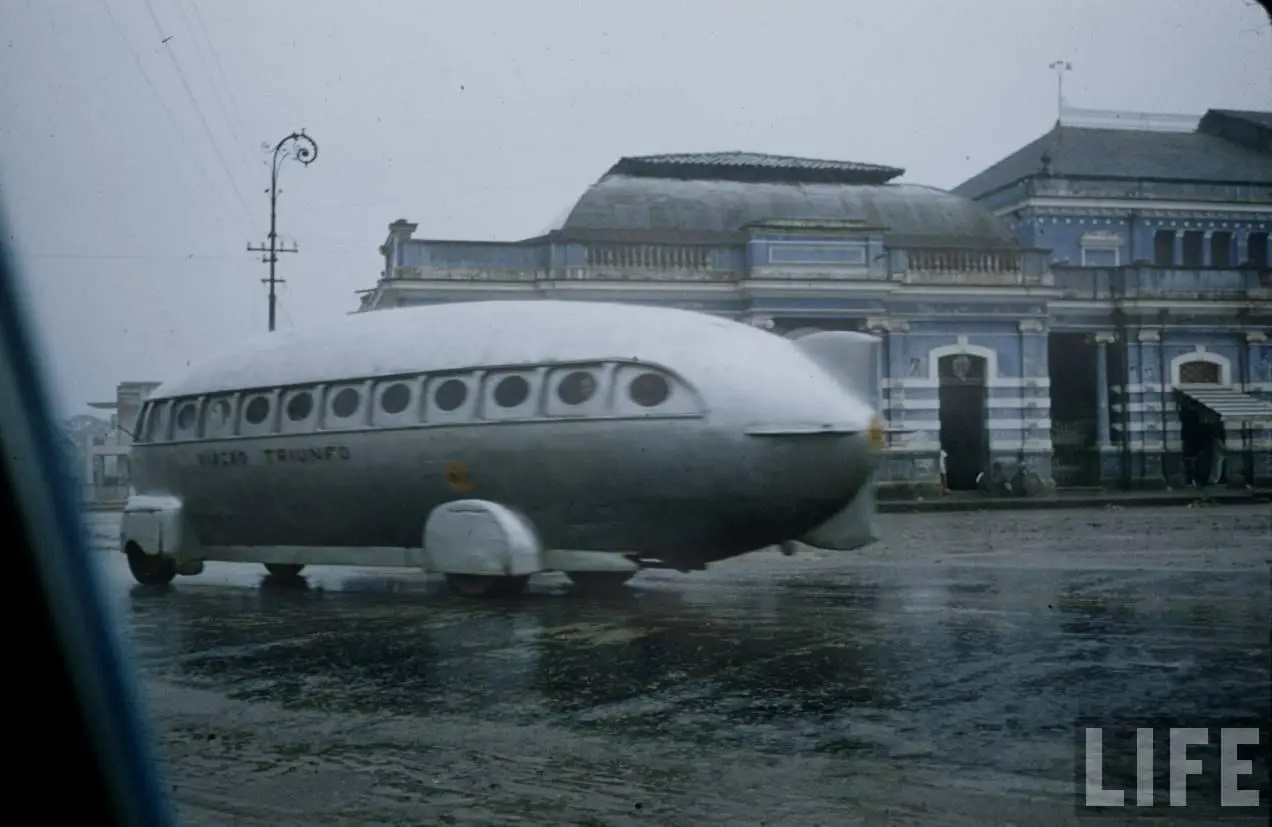
Ônibus Zepellin, foto da Revista Life, abril/1957

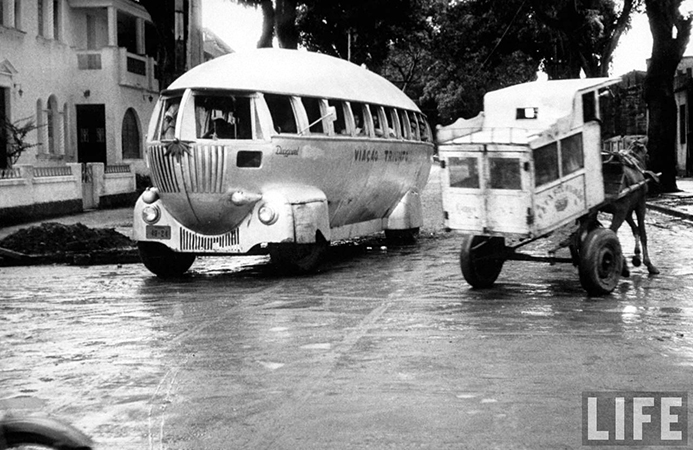
Ônibus Zepellin, foto da Revista Life, abril/1957

Os ônibus zepelins, também conhecidos como "dirigíveis terrestres", foram um marco icônico no transporte público da cidade de Belém, capital do estado do Pará, Brasil. Inspirados na forma dos dirigíveis aéreos, esses veículos inovadores circularam pelas ruas da cidade durante as décadas de 1940 e 1950, deixando uma marca duradoura na memória dos belenenses.

## Origem e Inspiração
Estes ônibus foram inspirados nas formas dos zepelins, dirigíveis rígidos desenvolvidos no início do século XX pelo conde alemão Ferdinand von Zeppelin. Essas aeronaves tinham estrutura de metal coberta por tecido e preenchida com gás leve, como hidrogênio, permitindo que voassem. Como o Conde Zeppelin foi fundamental no desenvolvimento dessas aeronaves, os dirigíveis da época, e posteriores, passaram a ser chamados de zeppelins, ou zepelins na forma aportuguesada.
Os zepelins foram usados pelos alemães como bombardeiros durante a Primeira Guerra Mundial. As linhas comerciais começaram em 1910 pela Deutsche Luftschiffahrts-AG (DELAG), transportando passageiros pela Europa. Em 1930, o Graf Zeppelin D-LZ127 iniciou viagens regulares para o Brasil, sobrevoando cidades como Recife, Rio de Janeiro e São Paulo, encantando o público com sua grandiosidade e inovação tecnológica.

## História e Desenvolvimento
O empresário Joaquim Lourenço, ou "Joaquim Português", mandou construir no final dos anos 1940, em Belém, os ônibus com formato inspirado nos dirigíveis. O mecânico Osvaldino Ferreira de Oliveira construiu o primeiro exemplar em 1948. Essa versão do ônibus se chamava Pérola.
Foram encomendadas 5 unidades pela Viação Sul Americana, de Belém, propriedade do Banco Ultramarino Clóvis Ferreira Jorge & Sócios, e construídos pela empresa São Jorge de Ribamar Ltda. Em 1955, o empresário José Miguel Abrahão comprou a Viação Sul Americana e vendeu 4 veículos para para São Luis. Uma das unidades, permaneceu em Belém e foi operado pela Viação Triunfo até meados da década de 1960. Em 1955, uma empresa de Manaus também comprou 5 unidades dos ônibus. Eram veículos com capacidade de transporte de 70 pessoas sentadas.
Segundo o filho do empresário belenense, José Miguel Abrahão Filho, a última unidade remanescente do ônibus zepelim em Belém fazia muito sucesso com as crianças e nos finais de semana ficava lotado e fazia muitas viagens. Por outro lado, gastava muito os pneus, pois tinham pneus pequenos e estrutura muito pesada. Com o tempo se tornou deficitário, foi abandonado, depois desmontado e queimado em fogueira de São João.
Em 1957 os ônibus foram tema de reportagem pela Revista Life.

## Características Técnicas
Os ônibus zepelins eram conhecidos por sua construção artesanal. As carrocerias eram feitas de madeira, ferro e folhas de flandres, pintadas externamente na cor alumínio, e internamente revestidas em couro acolchoado. Eles tinham faróis nos para-lamas, uma única porta de entrada, e as janelas inicialmente sem vidros, mas com cortinas, semelhante aos bondes da época. Os veículos eram “tripulados” por "aeromoças" ao invés de cobradores. 